# Joseph Campbell

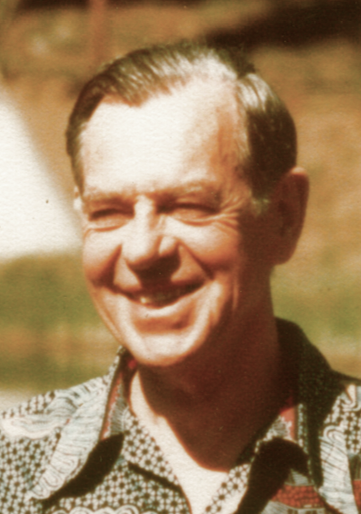
Joseph Campbell

Joseph John Campbell (White Plains (New York), 26 maart 1904 – Honolulu, 30 oktober 1987) was een Amerikaanse literatuurwetenschapper, gespecialiseerd in vergelijkende mythologie en vergelijkende godsdienstwetenschap. Hij liet een groot oeuvre achter, dat vele aspecten van menselijk ervaren bestrijkt. Zijn denkwijze wordt vaak samengevat in zijn levensmotto Follow Your Bliss, oftewel "Volg je hart".

## Levensloop

### Jeugd en opleiding
Joseph Campbell werd geboren en groeide op in White Plains (New York) in een bevoorrecht gezin, dat rooms-katholiek was. Als kind was hij gefascineerd door de cultuur van de Amerikaanse indianen. Toen zijn vader hem meenam naar het American Museum of Natural History zag hij daar de verzameling artefacten van Amerikaanse indianen. Al snel werd hij een kenner van allerlei aspecten van de samenlevingen van Amerikaanse indianen, en vooral in Indiaanse mythologie. 
Dat bracht hem ook bij zijn passie voor mythen, die hem zijn leven lang bijbleef. Hij maakte een studie van de grote samenhang en overeenkomsten in de mythologie van vele verschillende beschavingen. In 1921 studeerde hij af aan de Canterbury School (Connecticut). In Dartmouth College studeerde hij biologie en wiskunde, maar hij stapte over naar de studie van menswetenschappen, aan de Columbia Universiteit. 
In 1925 behaalde hij de graad in Engelse literatuur en voltooide hij in 1927 zijn doctoraal in middeleeuwse literatuur. Verder was Campbell een begaafd atleet, die op allerlei atletiekwedstrijden prijzen in de wacht sleepte.

### Europa
In 1927 verleende Columbia aan Campbell een studiebeurs om in Europa zijn studie voort te zetten. Campbell studeerde Oudfrans en Sanskriet in Frankrijk aan de Universiteit van Parijs en in Duitsland aan de Universiteit van München. Hij leerde binnen luttele maanden Frans en Duits lezen en spreken.
De periode die bekend is geworden als de "Verloren Generatie" had een enorme impact op Campbell. Het was een tijd van ongelooflijke intellectuele en artistieke vernieuwing. Campbell gaf hierop zijn eigen visie in De reis van de held (The Hero's Journey - Joseph Campbell on His Life and Work), dat in 1990 verscheen onder redactie van Phil Cousineau, met name op James Joyce:
CAMPBELL: Daar komt bij, dat ik helemaal wild was van James Joyce.  Weet je wel, dat heerlijke - Ierse - leven in het rijk der verbeelding, dat je terugvindt in de romans rondom Koning Arthur en dat je ook bij Joyce ervaart. Dat vind je ook in mijn leven.
COUSINEAU: Vereenzelvigde jij je dan met Stephen Dedalus in Joyce' A Portrait of the Artist as a Young Man?
CAMPBELL: Zijn probleem was precies het mijne. Joyce gaf me de vrijheid om deze symbolen op een universele manier te interpreteren. Joyce maakte zichzelf vrij en verliet de doolhof, het labyrint, kun je zeggen, van de Ierse politiek en kerk om naar Londen te gaan, waar hij een van de belangrijke leden werd van die prachtige beweging die je in de jaren '20 meemaakte in Parijs.
In dit klimaat raakte Campbell ook bekend met het werk van Thomas Mann, die naar later bleek heel veel invloed had op zijn leven en zijn ideeën. Het was eveneens in Europa, dat Campbell de moderne kunst leerde kennen, en hij werd vooral heel enthousiast over het werk van Paul Klee en Pablo Picasso. 
Een nieuwe wereld van opwindende ideeën openbaarde zich aan Campbell tijdens zijn studie in Europa. Het is daar waar hij het werk van Sigmund Freud en Carl Gustav Jung en dat van de jonge Jiddu Krishnamurti leerde kennen. Dat werd een vriendschap, die aan de basis stond van zijn levenslange interesse in de hindoe filosofie en mythologie. Dit werd versterkt doordat hij na de dood van Indoloog Heinrich Zimmer de opdracht kreeg diens werk te redigeren en publiceren.

### Terugkeer naar de Verenigde Staten en de Grote Depressie
In 1929 keerde hij terug uit Europa. Campbell gaf bij zijn faculteit in Columbia aan, dat zijn tijd in Europa voor een verbreding van zijn interessegebied had gezorgd en dat hij naast middeleeuwse literatuur ook Sanskriet en moderne kunst wilde gaan studeren. Toen hij daarvoor geen steun kreeg koos hij ervoor om niet langer een doctoraalstudie na te streven. Hij zou nooit meer een academisch studieprogramma volgen.
Enkele weken daarna begon de Grote Depressie. Campbell had de daaropvolgende vijf jaar (1929-1934) nodig om erachter te komen wat hij met zijn leven wilde doen. Het waren jaren van intensieve en gedisciplineerde onafhankelijke studie. Campbell sprak hierover ook in zijn The Hero's Journey: Joseph Campbell on His Life and Work, waarin hij stelt, dat "hij zijn dag indeelde in vier periodes van vier uur, waarin hij gedurende drie van de vier las en zichzelf vrij gaf voor die ene periode die overbleef. Ik kreeg dus negen uur puur leeswerk per dag voor elkaar. En dat vijf jaar zonder onderbreking."
Hij ondernam ook een trip naar Californië in het jaar 1931-32. Daarin ging zijn studie door maar raakte hij ook bevriend met de pas opkomende schrijver John Steinbeck en diens vrouw Carol, en met marien bioloog Ed Ricketts. Ook toen hij in 1933 een jaar lang les gaf aan de Canterbury School  hield Campbell het lezen als studie vol. Tijdens dat jaar deed hij ook pogingen om zijn eigen fictie gepubliceerd te krijgen.
Campbells onafhankelijke studie leidde tot zijn onderzoek naar de ideeën van de uit Zwitserland afkomstige psychiater Carl Gustav Jung, toen al lang vervreemd als collega van Sigmund Freud. Campbell was redacteur van de eerste Eranos verslagen van conferenties in Bollingen en was medeoprichter van Princeton University Press' Bollingen Press. Een andere dissident uit Freuds omgeving was Wilhelm Stekel (1868 - 1939). Stekel was een pionier op het gebied van de toepassing van Freuds ideeën rondom dromen als verbeeldingen van het menselijk brein en het onbewuste op velden als antropologie en literatuur.

### Sarah Lawrence College
In 1934 kreeg Campbell het aanbod om  professor te worden aan het Sarah Lawrence College (dankzij de inzet van zijn voormalige tutor op Columbia, W.W. Laurence). In 1938 trouwde Campbell met een voormalig studente van hem, die danseres en dansinstructrice was geworden: Jean Erdman.  Pas in 1972, na 38 jaren daar gewerkt te hebben, ging hij van Sarah Lawrence College met pensioen.

### Overlijden
Op 30 oktober 1987 stierf Joseph Campbell op 83-jarige leeftijd in zijn huis in Honolulu, Hawaï, aan de gevolgen van slokdarmkanker, kort nadat hij samen met Bill Moyers de verfilming van Mythen en Bewustzijn (The Power of Myth) had afgerond.

## Selectie van werken

### James Joyce en ander vroeg werk
Zoals hierboven al duidelijk werd gemaakt, had James Joyce grote invloed op Campbell. Campbells eerste belangrijke boek (met Henry Morton Robinson geschreven), A Skeleton Key to Finnegans Wake (1944), bestaat uit een kritische analyse van de uiteindelijke tekst van Joyce' Finnegans wake.  Zijn kort daarop volgende pennenvrucht, De Held met de duizend gezichten gaat over wat Campbell de monomythe noemde—de cyclische reis van de held, een idee, dat hij rechtstreeks ontleende aan Joyce' Finnegans Wake.

### The Masks of God
Zijn kolossale vierdelige werk The Masks of God bestrijkt mythologie over de gehele wereld, van oudheid tot moderne tijd.  Waar De Held met de Duizend Gezichten zich vooral richtte op de overeenkomsten in de mythologie (de “elementaire ideeën”), richt zijn  Masks of God zich meer op de historische en culturele variaties die de monomythe krijgt (de “etnische ideeën”). Anders gezegd, waar De Held met de Duizend Gezichten misschien meer relaties legt naar de psychologie, daar legt de  Masks of God vooral de link naar antropologie en geschiedenis.  De vier delen van Masks of God kennen de volgende betiteling: Primitive Mythology, Oriental Mythology, Occidental Mythology, and Creative Mythology.

### De historische atlas van de wereldmythologie
Toen hij stierf, was Campbell bezig met werk aan een grootformaat, rijkelijk geïllustreerde serie die de titel De Historische Atlas van de Wereldmythologie meekreeg.  Deze serie zou Campbells idee, dat hij voor het eerst in De Held met de Duizend Gezichten presenteerde, namelijk dat mythen zich in 4 stadia hebben ontwikkeld:
•	De Weg van dierlijke machten—de mythen van de Paleolithische jager-verzamelaar culturen, die zich met name met sjamanisme en dierlijke totems bezighielden.
•	De Weg van de bevruchte Aarde—de mythen van de Neolithische landbouwculturen, vooral gericht op een moedergodin en de daarbij behoren vruchtbaarheidsriten.
•	De Weg van de Hemelse Lichten—de mythen van de stadstaten uit het Bronzen tijdperk, met pantheons vol goden, die vanuit de hemelen regeren en geleid worden door een mannelijke god-koning.
•	De Weg van de Mens—religie en filosofie, zoals deze zich ontwikkelden na de Spiltijd (ongeveer 800 tot 200 voor Christus), waarin het mythisch beeldmateriaal van de voorbije tijden op bewuste manier metaforisch werd gemaakt en opnieuw werd geïnterpreteerd als verwijzend naar een geestelijk-spirituele, niet letterlijk historische zaken.  Deze overgang kun je in het Oosten terugzien bij het Boeddhisme, de Vedische godsdiensten en bij het filosofische Taoïsme; en in het Westen bij de Mysterie cultus, het Platonisme en het Gnosticisme.
Slechts 2 delen waren klaar toen Campbell stierf. Beide zijn niet meer in druk.